# 린지 와그너
린지 진 와그너(영어: Lindsay Jean Wagner, 1949년 6월 22일 ~ )는 미국의 배우이다. 드라마 《더 바이오닉 우먼》의 제이미 소머스 역으로 가장 유명하다.

## 생애
와그너는 캘리포니아주 로스앤젤레스에서 태어났다. 부모의 이혼 후, 어머니가 재혼하면서 가족은 오리건주 포틀랜드로 이주했고, 와그너는 포틀랜드에 위치한 데이비드 더글라스 고등학교를 졸업했다.
졸업 후 와그너는 몇 달간 프랑스에 머물렀으며, 이후 오리건 대학교에 1년간 재학했다. 이후 마운트후드 커뮤니티 칼리지(그레셤 소재)로 옮겨 6개월간 다니다가 중퇴하고 로스앤젤레스로 이주했다. 그녀는 난독증 진단을 받았다.

## 경력
와그너는 로스앤젤레스에서 모델로 활동하며 텔레비전 출연 경험을 쌓았다. 그녀는 프로그램 Playboy After Dark에서 진행자로 출연했으며, 1969년에는 게임 쇼 《The Dating Game》에 참가자로 출연했다. 당시 그녀가 선택하지 않은 구혼자 중 한 명은 TV 배우 로저 유잉이었다.
1971년 와그너는 유니버설 스튜디오와 계약을 맺고 유니버설 제작물에 출연하는 전속 배우로 활동을 시작했다. 그녀는 TV 시리즈 Adam-12의 "Million Dollar Buff" 편을 통해 프라임타임 네트워크 드라마에 데뷔했고, 이후 Owen Marshall: Counselor at Law (공동 출연: 리 메이저스), The F.B.I., Sarge, Night Gallery 등 유니버설의 다양한 프로그램에 출연했다. 특히 1971년 방영된 《Night Gallery》의 "The Diary" 편에서는 간호사 역할로 출연했다.
1971년부터 1975년 사이, 와그너는 유니버설의 TV 시리즈 《Marcus Welby, M.D.》에 다섯 편 출연했고, 《The Rockford Files》에는 두 편 출연했다.

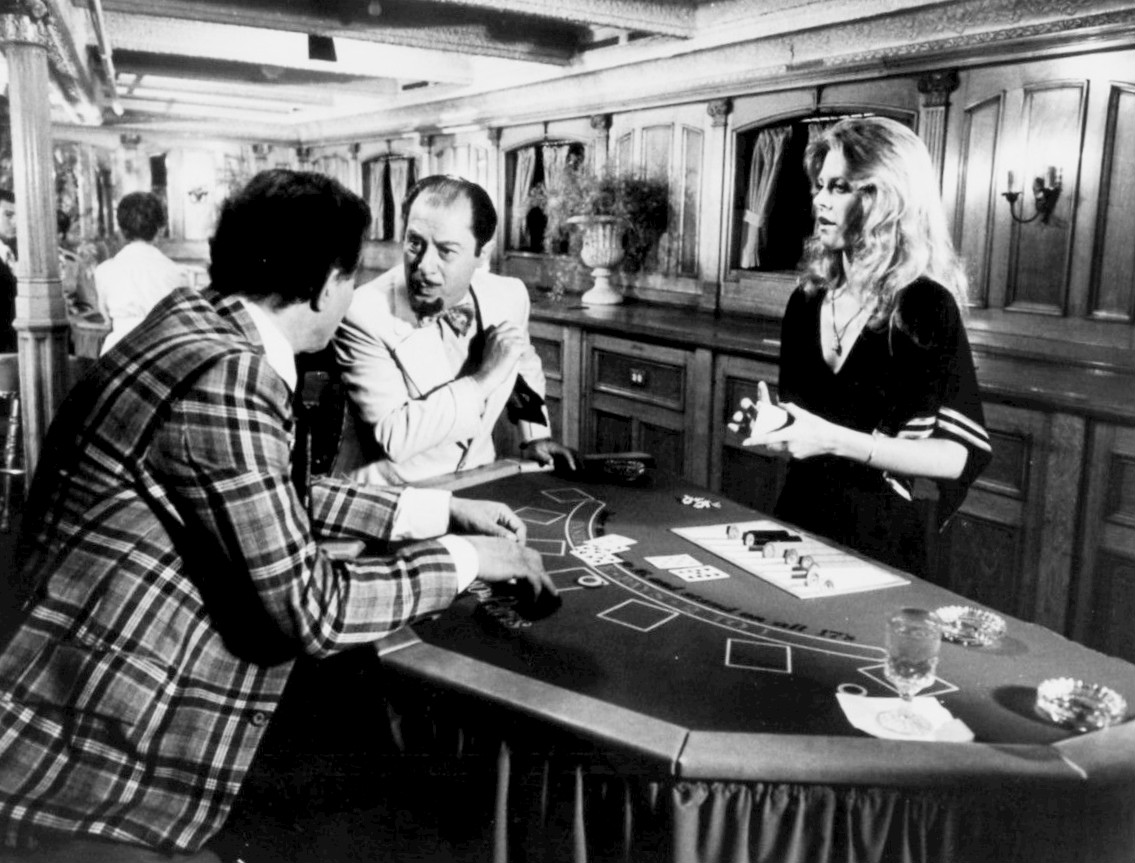
1976년 텔레비전 시리즈 《바이오닉 우먼》에서 비토 스코티(가운데)와 함께한 와그너.

1973년에는 유니버설이 제작한 《Two People》에 출연하면서 영화 분야로 활동을 넓혔다. 이 작품은 그녀의 첫 장편 영화이자 첫 주연작이었다. 같은 해, 와그너는 20세기 폭스 제작 영화 《The Paper Chase》에도 출연했으며, 엄격한 법학 교수 킹스필드의 딸 역할을 맡았다.
1975년 유니버설 스튜디오와의 연장 계약에 따라 와그너는 The Six Million Dollar Man 시리즈에서 제이미 소머스 역을 맡았다. 이 역할에서 그녀는 한때 테니스 선수였으며, 주인공 스티브 오스틴 대령(리 메이저스 분)의 어린 시절 연인으로 등장한다.
《바이오닉 우먼》시즌 1 DVD에 수록된 인터뷰에서 프로듀서 케네스 존슨은 와그너가 The Rockford Files의 파일럿과 후속 에피소드에 출연한 모습을 보고 즉흥적이고 매력적인 연기로 인해 캐스팅하게 되었다고 밝혔다.
시즌 2의 두 편으로 구성된 에피소드에서 그녀는 스카이다이빙 사고로 중상을 입고, 오스틴처럼 바이오닉 장치를 이식받지만, 거부 반응으로 인해 결국 사망한다. 처음에는 이 에피소드가 와그너의 마지막 출연이 될 예정이었지만, 시청자들의 폭발적인 반응에 힘입어 이 죽음은 사실상 위장된 것으로 설정이 변경되었고, 그녀는 두 편의 에피소드로 복귀한 뒤, 독립 시리즈인 《바이오닉 우먼》이 1976년 1월에 방영을 시작했다.

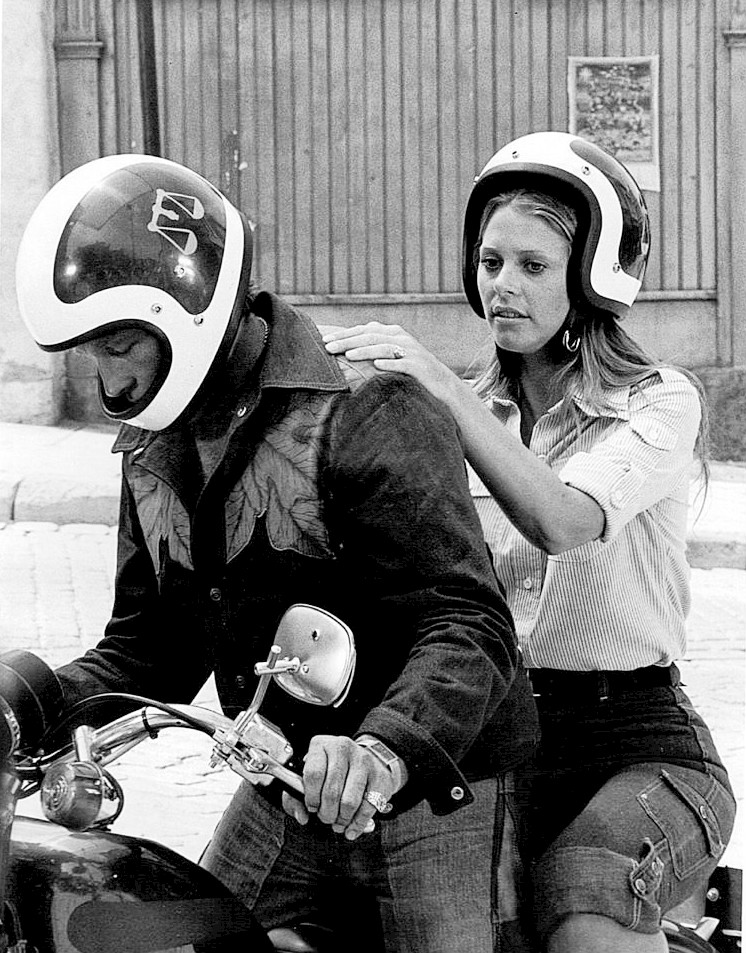
1977년 10월 텔레비전 시리즈 《바이오닉 우먼》에서 게스트 스타 이블 크니블과 함께한 와그너.

같은 해, 와그너는 캐나다 영화 《Second Wind》에서 제임스 노턴과 함께 주연을 맡았다. 이후에도 The Six Million Dollar Man에 여러 차례 크로스오버 출연을 했으며, 이 역할로 1977년 드라마 부문 최우수 여우주연상 에미상을 수상했다.
1978년 《바이오닉 우먼》 시리즈가 종영된 이후, 와그너는 주로 텔레비전 미니시리즈와 TV 영화에 출연하며 연기 활동을 이어갔다. 그녀는 1980년에 방영된 인기 미니시리즈 Scruples에 출연했으며, 1987년부터 1994년까지 리 메이저스와 함께 Bionic Woman 재회 TV 영화 세 편에 출연했다.

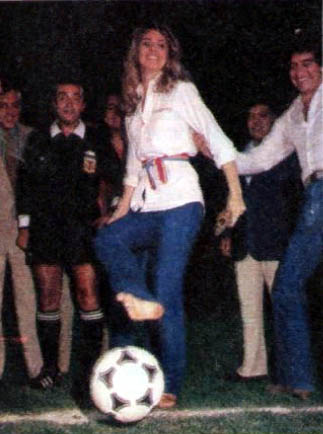
1982년 2월 아르헨티나에서 열린 축구 경기에서 킥오프를 하는 와그너.

1980년대에는 1981년 실베스터 스탤론 주연 영화 《Nighthawks》에서 그의 전처 역으로 출연했으며, 주간 TV 시리즈 Jessie (1984), A Peaceable Kingdom (1989)에서 주연을 맡았다. 그러나 두 작품 모두 시즌 1을 끝내지 못한 채 조기 종영되었다. 1983년에는 리 메이저스 주연의 TV 시리즈 《The Fall Guy》에도 한 에피소드에 출연했다.
1990~2000년대에도 와그너는 연기 활동을 지속했지만 주로 비중이 적은 역할을 맡았다. 예를 들어, 1991년 액션 영화 Ricochet에 조연으로 출연했다. 이후 2005년에는 멜리사 길버트와 함께한 TV 영화 Thicker than Water, 영화 《Buckaroo: The Movie》와 《Four Extraordinary Women》 (2006)에 출연했다.
2010년에는 SyFy 채널의 인기 드라마 《Warehouse 13》에서 바네사 칼더 박사 역으로 반복 출연했고, 2011년에는 자매 작품 Alphas에서도 같은 역할로 등장했다. 2013년 가을 학기부터는 남부 캘리포니아에 위치한 샌버나디노 밸리 칼리지에서 텔레비전 및 영화 연기·연출, 영화 제작 과목을 가르치는 겸임 교수로 활동을 시작했다.
2015년에는 《NCIS》 시즌 13 에피소드 10 "Blood Brothers" 편에서 엘리노어 비숍 요원의 어머니인 바버라 비숍 역할로 출연했다.
2018년에는 《그레이 아나토미》 시즌 14에 알렉스 카레프의 어머니 헬렌 카레프로 등장했으며, 시즌 15에서도 여러 에피소드에 걸쳐 다시 출연했다.
같은 해 6월, 와그너는 소니 인터랙티브 엔터테인먼트와 코지마 프로덕션이 개발한 비디오 게임 Death Stranding에 브리짓과 아멜리 스트랜드 역으로 참여하게 되었음이 발표되었다. 그녀는 브리짓 캐릭터의 얼굴 모델과 목소리를 맡았고, 아멜리와 젊은 브리짓의 목소리는 에밀리 오브라이언이 담당했다. 이 작품은 와그너가 처음으로 참여한 비디오 게임이자, 모션 캡처 및 음성 연기를 처음 경험한 작품이다.
2021년에는 아만다 리게티, 로어 앨런, 아치 카오, 디아 프램프턴 등과 함께 출연한 휴먼 로맨스 영화 《Christmas at the Ranch》에서 미마우 역을 맡았다.

### 기타

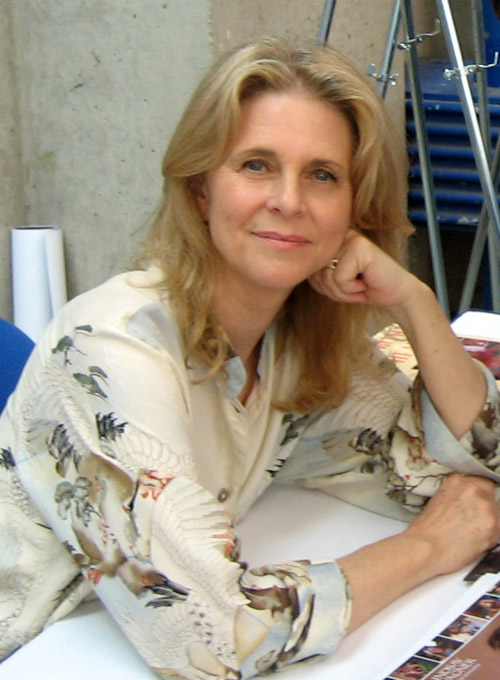
2008년 샌디에이고 코믹콘에 참석한 와그너.

1987년 와그너는 로버트 M. 클라인과 함께 지압 요법을 통해 수술 없이 안면 리프팅과 유사한 효과를 얻는 방법에 관한 일련의 저서를 집필하였다. 1994년에는 채식 요리책 〈High Road to Health〉를 공동 저술하였다.
1987년부터 2000년까지 와그너는 남부 캘리포니아 지역의 포드 자동차 딜러십 광고에 모델로 출연했으며, 2003년부터 2009년까지는 Select Comfort사의 〈Sleep Number〉 침대 광고에도 출연하였다.
최근 몇 년간 와그너는 "마음을 고요히 하고 가슴을 열자"라는 자가 치유 및 명상 중심의 프로그램을 주제로 세미나와 워크숍을 진행해왔다.
2010년에는 오랜 시간 출시에 지연이 있었던 북미판 《바이오닉 우먼》 DVD와, 2011년 발매된 《6백만 달러의 사나이》 DVD의 인터뷰 및 부가 영상에 출연하였다.
2016년에는 만성 두드러기 증상 완화에 관한 자신의 경험을 공개적으로 밝힌 바 있다.

### 수상
와그너는 1977년 텔레비전 시리즈 《바이오닉 우먼》에서의 연기로 프라임타임 에미상에서 드라마 부문 최우수 여우주연상을 수상하였다.
1984년 12월 13일 할리우드 상공회의소는 와그너에게 영화 부문 헌정을 기념하여 할리우드 명예의 거리 북쪽 6700번지 구역에 별을 수여하였다.
2012년에는 캘리포니아 팜스프링스의 명예의 거리에 골든 팜 스타가 와그너에게 헌정되었다.
2019년 10월 18일 샌디에이고 국제영화제에서는 그녀에게 휴머니터리언 어워드를 수여하였다. 이 상의 역대 수상자에는 지나 데이비스, 마리엘 헤밍웨이, 호아킨 피닉스 등이 있다.

## 개인 생활의 삶
《바이오닉 우먼》의 첫 방영 해였던 해에, 와그너는 당시 연인이었던 배우 마이클 브랜든과 함께 차를 타고 가던 중 교통사고를 당하였다. 브랜든은 눈을 거의 실명할 뻔했고, 와그너는 윗입술에 큰 상처를 입어 작은 흉터가 남았다. 이 사고로 인해 드라마 제작은 수 주간 중단되었다.
첫 결혼 이전, 와그너는 공군 소속 다니엘 M. 요더 대위와 함께 생활했으며, 요더 대위가 베트남으로 파병되면서 헤어졌다. 와그너는 네 차례 결혼과 이혼을 겪었다. 1971년부터 1973년까지는 음악 출판업자인 앨런 라이더와, 1976년부터 1979년까지는 배우 마이클 브랜든과 결혼했다. 1981년에는 《바이오닉 우먼》 촬영장에서 만난 스턴트맨 헨리 킹기와 결혼하였고, 슬하에 두 아들 도리언(1982년생)과 알렉스(1986년생)를 두었다. 이들은 1984년에 이혼했다. 이후 와그너는 1990년 TV 프로듀서 로렌스 모터프와 결혼했으나, 3년 만에 이혼했다.
1979년 5월 25일 와그너는 시카고에서 로스앤젤레스로 향하는 아메리칸 항공 191편에 탑승할 예정이었으나, 공항에서 갑작스럽게 몸이 좋지 않아 탑승을 취소했다. 해당 항공편은 이륙 직후 추락하여 탑승자 전원 271명과 지상에 있던 2명이 사망하는 참사가 발생했다. 이는 미국 역사상 가장 많은 인명 피해가 발생한 항공 사고로 기록되어 있다.
1980년대 초 와그너는 할리우드 힐스에 위치한 자택에 거주했으며, 옆집에는 에드워드 반 헤일런과 발레리 버티넬리가 살고 있었다. 이후 반 헤일런이 자신의 집 뒤편에 5150 스튜디오를 건설하고 밴드의 음반 녹음을 시작하자, 소음 문제로 와그너는 불편을 겪었고 결국 이사를 결정하였다. 반 헤일런은 그녀의 집을 매입하였다.
와그너는 15년간 채식주의자로 생활했으며, 1990년에는 《High Road to Health: A Vegetarian Cookbook》을 공동 집필하였다. 해당 요리책은 1994년 문고판으로 재출간되었다. 그녀는 유제품을 피하고 두유를 선호하며, 1999년부터는 육류를 다시 섭취하기 시작하여 어류와 가금류도 식단에 포함시켰다. 와그너는 클린 이팅과 지역 농산물 소비를 지지하는 입장을 고수하고 있다.

## 영화
- 두 사람
- 하버드 대학의 공부벌레들
- 삼손 (영화)

## 텔레비전
- 소머즈
- 제6지대
- 6백만 달러의 사나이
- 나는 살고 싶다 (1958년에 개봉한 영화 《나는 살고 싶다》의 리메이크 작품)
- 더 폴 가이
- 웨어하우스 13
- 알파스
- NCIS (드라마)
- 그레이 아나토미

## 비디오 게임
- 데스 스트랜딩